# سرمونتا
سرمونتا (به ایتالیایی: Sermoneta) یک کومونه در ایتالیا است که در استان لاتینا واقع شده‌است.

## خصوصیات
سرمونتا ۴۴ کیلومترمربع مساحت و ۹٬۸۳۶ نفر جمعیت دارد و ۲۵۷ متر بالاتر از سطح دریا واقع شده‌است.